# Kembs
Kembs  es una localidad y comuna francesa, situada en el departamento de Alto Rin, en la región  de Alsacia. El Gran Canal de Alsacia parte del Rin Superior en esta localidad, donde se encuentra uno de los cuatro aprovechamientos hidroeléctricos de esta infraestructura.
Sus habitantes reciben en idioma francés el gentilicio de Kembsois y  Kembsoises.

## Demografía
| 745 | 615 | 909 | 1 048 | 1 318 | 1 349 | 1 481 | 1 479 | 1 384 | 1 377 | 1 377 | 1 168 | 1 194 | 1 261 | 1 271 | 1 238 | 1 154 | 1 125 | 1 131 | 1 116 | 1 147 | 1 061 | 3 363 | 1 676 | 1 425 | 1 600 | 1 703 | 2 009 | 2 211 | 2 575 | 3 016 | 3 739 | 4 284 |
| Para los censos de 1962 a 1999 la población legal corresponde a la población sin duplicidades (Fuente: INSEE [Consultar]) |     |     |       |       |       |       |       |       |       |       |       |       |       |       |       |       |       |       |       |       |       |       |       |       |       |       |       |       |       |       |       |       |

## Personajes célebres
- Maurice Koechlin